# Ljubicolike
Violales (Ljubicolike) nekadašnji su biljni red različito klasificiran u dvosupnice ili Magnoliopsida, ili u rosopside. Ime dobiva po porodici Violaceae. 
Danas se porodica violaceae (po nekim znanstvenicima) uz još neke svrstava u red Malpighiales, a ostale porodice u druge redove.

## Nekadašnja sistematika

### Cronquistov sustav
- Carstvo Plantae Haeckel, 1866
  - Divizija Magnoliophyta Cronquist, Takht. & Zimmerm., 1966
    - Razred Magnoliopsida Cronquist, Takht. & Zimmerm., 1966
      - Podrazred Dilleniidae Takht., 1966
        - H13 Red Violales Lindl., 1833
          - Porodica Achariaceae Harms, 1897
            - Rod Ceratiosicyos Nees
            - Rod Guthriea Bolus
            - Rod Acharia Thunb.

          - Porodica Ancistrocladaceae Walpers, 1851
            - Rod Ancistrocladus Wall.

          - Porodica Begoniaceae C. A. Agardh, 1825
            - Rod Begoniella Oliv.
            - Rod Begonia L.

          - Porodica Bixaceae Link, 1831
            - Rod Amoreuxia Moc. & Sesse ex DC.
            - Rod Bixa L.
            - Rod Cochlospermum Kunth

          - Porodica Caricaceae Dumort., 1829
            - Rod Carica L.
            - Rod Jacaratia A.DC.
            - Rod Jarilla I.M.Johnst.
            - Rod Cylicomorpha Urb.

          - Porodica Cistaceae Juss., 1789
            - Rod Cistus L.
            - Rod Fumana (Dunal) Spach
            - Rod Helianthemum Mill.
            - Rod Lechea L.

          - Porodica Cucurbitaceae Juss., 1789
            - Rod Cucurbita L., 1753
            - Rod Cyclanthera Schrad., 1831
            - Rod Cucumis L., 1753
            - Rod Citrullus Schrad. ex Eckl. & Zeyh., 1836
            - Rod Echinocystis Torr. & A.Gray, 1840
            - Rod Telfairia Hook.
            - Rod Lagenaria Ser., 1825
            - Rod Luffa Mill., 1754

          - Porodica Datiscaceae Lindl., 1830
            - Rod Datisca L.
            - Rod Tetrameles R.Br.
            - Rod Octomeles Miq.

          - Porodica Dioncophyllaceae Airy Shaw, 1952
            - Rod Habropetalum Airy Shaw
            - Rod Dioncophyllum Baill.
            - Rod Triphyophyllum Airy Shaw

          - Porodica Flacourtiaceae DC., 1824
            - Rod Xylosma G.Forst.
            - Rod Casearia Jacq.
            - Rod Homalium Jacq.
            - Rod Hasseltia Kunth
            - Rod Azara Ruiz & Pav.
            - Rod Aphloia (DC.) Benn.
            - Rod Idesia Scop.
            - Rod Macrohasseltia L.O.Williams
            - Rod Pleuranthodendron L.O.Williams
            - Rod Muntingia L.
            - Rod Hydnocarpus Gaertn.
            - Rod Trichostephanus Gilg
            - Rod Kiggelaria L.
            - Rod Prockia P.Browne ex L.
            - Rod Soyauxia Oliv.

          - Porodica Fouquieriaceae DC., 1828
            - Rod Fouquieria Kunth

          - Porodica Frankeniaceae S. F. Gray, 1821
            - Rod Anthobryum Phil.
            - Rod Frankenia L.
            - Rod Hypericopsis Boiss.

          - Porodica Hoplestigmataceae Gilg, 1924
            - Rod Hoplestigma Pierre

          - Porodica Huaceae Chevalier, 1947
            - Rod Afrostyrax Perkins & Gilg
            - Rod Hua Pierre ex De Wild.

          - Porodica Lacistemataceae Martius, 1826
            - Rod Lacistema Sw.
            - Rod Lozania S.Mutis ex Caldas

          - Porodica Loasaceae Dumort., 1822
            - Rod Caiophora C.Presl
            - Rod Mentzelia L.
            - Rod Loasa Adans.
            - Rod Fissenia Endl.

          - Porodica Malesherbiaceae D. Don, 1827
            - Rod Malesherbia Ruiz & Pav.

          - Porodica Passifloraceae Juss. ex Kunth, 1817
            - Rod Adenia Forssk.
            - Rod Androsiphonia Stapf
            - Rod Barteria Hook.f.
            - Rod Deidamia Noronha ex Thouars
            - Rod Crossostemma Planch. ex Benth.
            - Rod Paropsia Noronha ex Thouars
            - Rod Passiflora L.

          - Porodica Peridiscaceae Kuhlmann, 1950
            - Rod Whittonia Sandwith
            - Rod Peridiscus Benth.

          - Porodica Scyphostegiaceae Hutch., 1926
            - Rod Scyphostegia Stapf

          - Porodica Stachyuraceae J. G. Agardh, 1858
            - Rod Stachyurus Siebold & Zucc.

          - Porodica Tamaricaceae Link, 1821
            - Rod Myricaria Desv.
            - Rod Tamarix L.
            - Rod Reaumuria L.

          - Porodica Turneraceae DC., 1828
            - Rod Erblichia Seem.
            - Rod Turnera L.
            - Rod Piriqueta Aubl.

          - Porodica Violaceae Batsch, 1802
            - Rod Viola L.
            - Rod Hybanthus Jacq.
            - Rod Rinorea Aubl.
            - Rod Leonia Ruiz & Pav.

### Tahtadžjanov sustav
- Razred Magnoliopsida Brongn.
  - Podrazred Magnoliidae
    - Nadred Violanae
      - Red Violales
        - Porodica Berberidopsidaceae
        - Porodica Aphloiaceae
        - Porodica Bembiciaceae
        - Porodica Flacourtiaceae
        - Porodica Lacistemataceae
        - Porodica Peridiscaceae
        - Porodica Violaceae
        - Porodica Dipentodontaceae
        - Porodica Scyphostegiaceae

### Thorneov sustav (1992.)
- H. nadred Violanae
  - h1. red Violales
    - podred Cistineae
      - porodica Bixaceae (1/4)
      - porodica Cochlospermaceae (2/20)
      - porodica Cistaceae (8/200)

    - podred Violineae
      - porodica Violaceae (22/900)
        - potporodica Violoideae - 21 rod 890 sp.
        - potporodica Leonioideae - 1 rod 6 sp. (Leonia)
        - potporodica Fusispermoideae - 1 rod 3 sp. (Fusispermum)

      - porodica Flacourtiaceae (79/880)
      - porodica Lacistemataceae (2/27)
      - porodica Salicaceae (3/530)
      - porodica Dipentodontaceae (1/1)
      - porodica Peridiscaceae (2/2)
      - porodica Scyphostegiaceae (1/1)
      - porodica Passifloraceae (18/630)
      - porodica Turneraceae (8/120)
      - porodica Malesherbiaceae (1/35)
      - porodica Achariaceae (3/3)
      - porodica Caricaceae (4/55)

    - podred Tamaricineae
      - porodica Tamaricaceae (5/100)
      - porodica Frankeniaceae (2/90)

    - podred Begoniineae
      - porodica Cucurbitaceae (118/825)
        - potporodica Zanonioideae - 18 rodova 80 sp.
        - potporodica Cucurbitoideae - 100 rodova 745 sp.

      - porodica Begoniaceae (5/920)
      - porodica Datiscaceae (3/4)

  - h2. red Brassicales
    - porodica Resedaceae (6/70)
    - porodica Capparaceae (46/930) 
      - potporodica Tovarioideae - 1 rod 2 sp. (Tovaria)
      - potporodica Pentadiplandroidea - 1 rod 2 sp. (Pentadiplandra)
      - potporodica Koeberlinioideae - 1 rod 1 sp. (Koeberlinia)
      - potporodica Capparoideae - 30 rodova with 640 sp. (Dipterygium, Oceanopapaver)
      - potporodica Cleomoideae - 13 rodova 285 sp. (Buhsia, Podandrogyne)

    - porodica Brassicaceae (376/3200)
    - porodica Salvadoraceae (3/12)
    - porodica Gyrostemonaceae (5/17)

  - h3. red Batales
    - porodica Bataceae (1/2)